# Manuel Gutiérrez Zamora
Manuel José Bartolomé Gutiérrez-Zamora y Gutiérrez de la Concha (Veracruz, Veracruz; 24 de agosto de 1813 - 21 de marzo de 1861) fue un político y militar liberal mexicano, gobernador del Estado de Veracruz, activo en la defensa del puerto veracruzano en 1847, así como al inicio de las Guerras de Reforma, siendo el primer gobernador mexicano en aplicar las leyes de Desamortización de los Bienes Eclesiásticos en 1856.

## Origen
Nació en el puerto de Veracruz el 24 de agosto de 1813, aún parte del virreinato de la Nueva España, siendo hijo del acaudalado comerciante José Seferino Gutiérrez Zamora (Cádiz, España), cónsul del Real Consulado de Veracruz, y de Juana Gutiérrez de la Concha y Mazorra (León, Guanajuato), perteneciente a una influyente familia criolla de origen cántabro.

## Carrera
Sus primeras letras las estudió en la ciudad de Xalapa y después fue enviado a continuar su preparación en los Estados Unidos de América. Se desempeñó como regidor y como alcalde de su ciudad natal. Como militar, alcanzó los grados de sargento, teniente, mayor y teniente coronel de la Guardia Nacional. Ocupó los cargos de regidor y alcalde del Puerto de Veracruz y el cargo de gobernador interino de su Estado y luego el de gobernador constitucional. Fue Gobernador del Estado en forma interina, en 1856; más tarde, en 1857, fue elegido gobernador constitucional, cargo que desempeñaba cuando murió, el 21 de marzo de 1861.
Como militar participó en la defensa del Puerto de Veracruz en 1847 cuando las tropas estadounidenses invadieron el país entrando por este lugar.
En la Guerra de Reforma dio protección al gobierno itinerante de Benito Juárez evitando que el Estado cayera en manos de las fuerzas conservadoras. Gutiérrez Zamora aplicó en primer lugar la flamante Ley de Desamortización de los bienes de la Iglesia, que le confiscaba diversos bienes al clero católico.
Durante la Guerra de Reforma, ofreció protección en Veracruz al presidente Benito Juárez. Como gobernador y como militar, tomó las medidas necesarias para evitar que el puerto cayera en poder de las fuerzas conservadoras. En esta época, se dieron a conocer las Leyes de Reforma. En Veracruz, Gutiérrez Zamora aplicó, por primera vez en todo el país, la Ley de Desamortización de los bienes de la Iglesia, también conocida como Ley Lerdo.
Es indudable que Gutiérrez Zamora vivió una época de cambios importantes en la vida del país. La nación se enfrentaba a la alternativa de mantenerse atada a los intereses del clero, del ejército y de los poderosos o, por el contrario, pugnar por un Estado laico, separado de la iglesia y una sociedad preparada y dispuesta a las transformaciones económicas, sociales y políticas de esa época. La Constitución de 1857 está a favor de estos cambios y Gutiérrez Zamora, al lado de Juárez, luchó por su vigencia. Las notas siguientes agregan algunos datos de la vida de nuestro biografiado.
Cuando la invasión norteamericana a Veracruz, demuestra el respeto a la bandera de su batallón protegiéndola contra su pecho para que no cayera en manos enemigas.
Como Gobernante, cayó en el error de apoyar el Plan de Tacubaya, que desconocía la Constitución de 1857, pero después gracias a la intervención del General Ignacio de la Llave, rectificó su posición en favor de la legalidad y del gobierno de Benito Juárez.
Para apoyar la defensa de la entidad veracruzana, durante la guerra de reforma, obtiene un préstamo garantizándolo con sus bienes materiales y dispone, además, de sus propios recursos económicos, para la causa.
Pensaba que la instrucción del pueblo era el medio más adecuado para lograr la paz y la libertad. Restableció las escuelas primarias de Veracruz y creó escuelas nocturnas para que los adultos aprendieran a leer.
Se preocupó por los desvalidos y estableció un hogar para niños huérfanos, ancianos y mujeres indefensas

## Muerte y legado
En enero de 1861 contrajo disentería, provocándole la muerte el 21 de marzo del mismo año.
Por decreto de 1877 se modificó el nombre del municipio veracruzano de Tecolutla por el de Gutiérrez Zamora, mismo que ostenta actualmente.
En su honor se rebautizó La Alameda del puerto de Veracruz con el nombre de Parque Zamora, el cual mantiene hasta la fecha.